# 1893 год в истории железнодорожного транспорта
1893 год в истории железнодорожного транспорта

## События

### В России
- Принято решение о начале строительства Рязанско-Владимирской узкоколейной железной дороги.
- Начато строительство Великого Сибирского пути на восток от Урала. Первоначальная длина магистрали составила 6000 километров.[1]
- 30 апреля начато строительство первого железнодорожного моста через Обь.
- В Санкт-Петербурге издан «Всеобщий железнодорожный путеводитель» под редакцией Э.И. Горского, составленный по официальным данным[1].
- В Санкт-Петербурге состоялся XX совещательный съезд представителей российских железных дорог, на котором впервые обсуждался вопрос о внедрении на подвижном составе автосцепки[1].
- В городе Алатырь открылись железнодорожные мастерские, ныне — Алатырский механический завод.
- На перегоне Люберцы — Быково Московско-Казанской железной дороги открыта платформа Удельная и переезд.[2]
- В сентябре открыто движение по Озерской линии Московско-Казанской железной дороги.[3]

### В мире
- построены первые железные дороги на территории Зимбабве и Ботсваны[1].

## Новый подвижной состав
- Коломенский, Брянский и Невский заводы выпустили первые 80 паровозов «нормального типа 1893 г.» (с 1912 г. — Од)